# Landesregierung Drexler
- ÖVP: 5
- SPÖ: 3

Die Landesregierung Drexler bildete von Juli 2022 bis Dezember 2024 die Steiermärkische Landesregierung und folgte der Landesregierung Schützenhöfer II nach.

## Geschichte
Am 3. Juni 2022 gab Landeshauptmann Hermann Schützenhöfer seinen Rückzug mit Anfang Juli bekannt, als Nachfolger wurde Christopher Drexler designiert.
Der bisherige Volksanwalt Werner Amon wurde am 21. Juni 2022 als Nachfolger von Christopher Drexler als Landesrat nominiert, er übernahm die Agenden für Personal, Europa und Bildung. Drexler verantwortet als Landeshauptmann weiter das Kulturressort; die Sportagenden gingen an Gesundheitslandesrätin Juliane Bogner-Strauß, die dafür Bildung an Werner Amon abgab, der von Drexler die Europa- sowie die Personalagenden übernahm. Als Volksanwältin folgte Amon Gaby Schwarz nach.
Am 4. Juli 2022 wurde Drexler bei einer Sonderlandtagssitzung mit den Stimmen von 32 der 48 Abgeordneten zum Landeshauptmann der Steiermark gewählt. Werner Amon wurde am Folgetag als Landesrat angelobt.
Am 5. Oktober 2023 gab Agrarlandesrat Johann Seitinger seinen Rücktritt aus gesundheitlichen Gründen bekannt, am 9. Oktober 2023 kündigte Gesundheitslandesrätin Juliane Bogner-Strauß ihren Rücktritt an. Nachfolger wurden Simone Schmiedtbauer als Agrarlandesrätin und Karlheinz Kornhäusl als Gesundheitslandesrat. Am 17. Oktober 2023 wurde Schmiedtbauer mit 31 von 47 abgegebenen Stimmen zum Mitglied der Steiermärkischen Landesregierung gewählt, Kornhäusl erhielt 33 von 47 abgegebenen Stimmen.

## Regierungsmitglieder
| Amt                                                     | Bild | Name                   | Partei | Partei | Zuständigkeitsbereiche |
| ------------------------------------------------------- | ---- | ---------------------- | ------ | ------ | --- |
| Landeshauptmann                                         |      | Christopher Drexler    |        | ÖVP    | Gemeinden (ÖVP und Namenslisten), Sicherheit, Katastrophenschutz, Verfassung und Inneres, Kultur, Organisation & Informationstechnik, Zentrale Dienste, Beteiligungen (im Korreferat)                      |
| Landeshauptmann-Stellvertreter                          |      | Anton Lang             |        | SPÖ    | Finanzen, Gemeinden SPÖ, Tierschutz, Verkehr, Beteiligungen (im Koreferat) |
| Landesrat                                               |      | Werner Amon            |        | ÖVP    | Bildung, Europa, Personal Angelobung am 5. Juli 2022 |
| Landesrätin                                             |      | Barbara Eibinger-Miedl |        | ÖVP    | Wirtschaft, Tourismus, Regionen (im Koreferat), Wissenschaft und Forschung |
| Landesrätin                                             |      | Doris Kampus           |        | SPÖ    | Soziales, Arbeit, Integration |
| Landesrat                                               |      | Karlheinz Kornhäusl    |        | ÖVP    | Gesundheit, Pflege, Sport seit 17. Oktober 2023, Nachfolger für Juliane Bogner-Strauß |
| Landesrätin                                             |      | Ursula Lackner         |        | SPÖ    | Umwelt, Klimaschutz, Energie, Regionalentwicklung (im Koreferat) und Raumordnung |
| Landesrätin                                             |      | Simone Schmiedtbauer   |        | ÖVP    | Land- und Forstwirtschaft einschließlich land- und forstwirtschaftlicher Schulen, Wohnbau, Wasser- und Ressourcenmanagement, Gesellschaft seit 17. Oktober 2023, Nachfolgerin für Johann Seitinger         |
| Vorzeitig ausgeschiedene Mitglieder der Landesregierung |      |                        |        |        | |
| Landesrätin                                             |      | Juliane Bogner-Strauß  |        | ÖVP    | Gesundheit, Pflege, Sport und Gesellschaft Rücktritt am 9. Oktober 2023 bekanntgegeben, Nachfolger Karlheinz Kornhäusl                                                                                     |
| Landesrat                                               |      | Johann Seitinger       |        | ÖVP    | Land- und Forstwirtschaft einschließlich land- und forstwirtschaftlicher Schulen, Wohnbau, Wasser- und Ressourcenmanagement Rücktritt bekanntgegeben am 5. Oktober 2023, Nachfolgerin Simone Schmiedtbauer |

## Regierungsumbildung 2023
Am 9. Oktober 2023, rund 14 Monate vor der nächsten regulären  Landtagswahl, präsentierte Landeshauptmann Drexler bei einer Pressekonferenz neue Mitglieder der steirischen Landesregierung. Eine Personalrochade war nötig geworden, nachdem Hans Seitinger, seinen Rückzug aus der Landesregierung aus gesundheitlichen Gründen angekündigt hatte. Seitinger gehörte der steirischen Landesregierung zu diesem Zeitpunkt seit 20 Jahren als Landesrat für Land- und Forstwirtschaft an. Als seine Nachfolgerin wurde Simone Schmiedtbauer, die ab 2019 Mitglied des Europaparlaments gewesen war, präsentiert. Auch Juliane Bogner-Strauß, die ab 2019 der Landesregierung als Gesundheitslandesrätin angehört und über die COVID-Pandemiejahre geführt hatte, trat aus der Landesregierung zurück. Sie wechselte in den Nationalrat. Ihr Nachfolger wurde der Arzt Karlheinz Kornhäusl, der die Steiermark zuvor im Bundesrat vertreten hatte. Die Angelobung der neuen Landeräte fand am 17. Oktober statt.